# Yokuşbaşı, Sürmene
Yokuşbaşı là một xã thuộc huyện Sürmene, tỉnh Trabzon, Thổ Nhĩ Kỳ. Dân số thời điểm năm 2011 là 149 người.